# Münstermaifeld
Münstermaifeld é uma cidade da Alemanha localizada no distrito de Mayen-Koblenz, estado da Renânia-Palatinado.
Pertence ao Verbandsgemeinde de Maifeld.